# Scopus xenopus
Scopus xenopus je izumrla vrsta srodna batoglavki koja je živjela tijekom pliocena u Južnoj Africi. Prvi ju je opisao Storrs L. Olson 1984. godine. U usporedbi sa S. umbretta, modernom batoglavkom, S. xenopus je bio veći i imao je strukturu stopala prilagođeniju plivanju.